# Michael Canitrot

Michael Canitrot é um DJ Francês, Produtor musical e criador da festa “So Happy in Paris”.
A marca "So Happy in Paris" de Canitrot cresceu de uma simples festa em Paris para se tornar um nome internacional, realizando atualmente mais de 100 shows por ano pelo mundo todo, de Paris a Miami e Barcelona a Tokyo. Incluindo sobretudo, a festa do 10° aniversário da marca em 2011 o qual foi a  primeira festa noturna realizada na Torre Eiffel em Paris.
Suas próprias produções são admiradas pelos aficionados pela fina house music. O estilo de música de Michael Canitrot se tornou amplamente conhecido como uma mistura eclética, rítmica e melódica do House,Pop e Disco. Entretanto, Michael cresceu ouvindo Soul, Funk, Disco e Rock, e todos esses fatores são amplamente explorados e refletem em suas músicas.  Como produtor, Michael fez seu primeiro sucesso com o seu single "Desire", lançado pela Defected Records em 2010. Michael, em seguida assinou com a Hed Kandi, que faz parte do rótulo da marca mundial Ministry of Sound e lançou em seguida seu "follow-up single" "You and I". Mais recentemente, Canitrot lançou o seu maior Hit comercial "When You Got Love" com Ron Carroll, cantor e DJ norte americano. Também em 2012, Michael fez uma compilação exclusiva para a Defected Records, o 'Playboy Session', juntando-se então com Bob Sinclar, Dimitri From Paris, Tensnake, Masters At Work e outros grandes DJs de classe mundial que tiveram a honra de fazer uma compilação pela Defected.
Uma grande parte da carreira de Michael gira em torno de cinema e moda e o casamento destas indústrias com a música. Canitrot cria projetos de som personalizados para as marcas de luxo como Dior, Chanel, Cartier, Versace, D&G e Prada, e proporciona um Dj Set ao vivo com performance para alguns dos mais prestigiados desfiles do mundo. Em 2003, Michael também se tornou o primeiro Dj Oficial do Festival Internacional de Cannes.
Atualmente, Canitrot tem um Radio Show na radio francesa FG, faz turnê anualmente pelo mundo com várias festas, incluindo Brasil e Ásia em 2014, e também passa uma grande parte do sem tempo em estúdio preparando seu novo single chamado 'Young Forever' gravado com um coral de crianças em Londres. "Uma nota de esperança em um mundo incerto" - diz Michael.

## Biografia
Michael Canitrot está em uma alta onda de sucesso que tem o impulsionado aos altos escalões da elite da Dance Music. Como DJ ele está regularmente em turnê pela Ásia, América do Sul e Europa, com mais de 100 datas por ano e encantando multidões com seus sets incríveis. Mas esse sucesso mundial não veio do dia para noite, e sim, é o produto final de uma vida dedicada a fazer festas e um desejo enraizado de entreter as pessoas com a música.
Michael começou sua carreira aos 17 anos no club parisiense Les Bains Douches onde ele foi DJ durante sua noite "So Happy in Paris".

## So Happy in Paris
O conceito para a noite "So Happy in Paris" foi criado por Michael Canitrot no club Les Bains Douches. No início a festa circulava em torno de diferentes locais parisienses, lotando as pistas de dança dos clubes da capital. Dez anos depois, a festa passou por muitos lugares no mundo apresentando uma série de dançarinos, cantores e músicos ao vivo.
Com essa perspectiva de luxo e vibe glamourosa, é fácil esquecer as raízes dessa festa fenomenal onde tudo começou com um encontro íntimo para os parisienses que compartilhavam o amor pela boa música. E enquanto o orçamento de produção da festa crescia e se tornava mais exuberante ao longo dos anos, não se enganem, ainda foi e é tudo pela música.
Depois um evento único e exclusivo na Torre Eiffel para comemorar o 10° aniversário de "So Happy in Paris", Michael e seus parceiros decidiram em 2013 assumir o renomado teatro Olympia de Paris e transformá-lo em um local para uma noite de festa ao lado de DJs e cantores internacionais.
Surpreender as pessoas e fazer eventos em lugares inesperados e históricos sempre foi algo importante para Michael Canitrot. "Em So Happy in Paris, nós sempre prestamos atenção aos detalhes - nosso primeiro flyer da festa ganhou o prêmio de melhor do ano na França", diz Michael. "Mas o que eu realmente amo nas festas é a oportunidade de me apresentar ao vivo ao lado de músicos e DJs que fazem parte do meu time de heróis - como a lenda da House Music Dennis Ferrer."
Artistas Convidados: Dennis Ferrer, DJ Yellow, Alan Braxe, DJ Gregory, DJ Rork, DJ Deep, Sick Individuals, Michael Calfan, Ron Carroll], Tara McDonald, Neus, Ladybird...

### So Happy in Paris na Torre Eiffel
Michael Canitrot celebrou o 10° aniversário de "So Happy in Paris" na Torre Eiffel. O primeiro andar da emblemática torre foi totalmente privatizado para o evento. Durante esse evento único, Canitrot apresentou pela primeira vez seu single "When You Got Love" com a lenda da House Music, Ron Carroll, de Chicago.
Muitas pessoas foram convidadas para esse evento, incluindo o designer francês Jean Claude Jitrois, a modelo francesa Sarah Marshall e as Misses Francesas Malika Ménard & Laury Thilleman. O bolo de aniversário foi criado exclusivamente pelo chef confeiteiro francês Pierre Hermé.

## Festival Internacional de Cannes
Michael Canitrot foi o primeiro DJ que se apresentou no tapete vermelho do Festival Internacional de Cannes. Durante 8 anos ele mixou para todas as celebridades do mundo inteiro, incluindo U2, Madonna, Steven Spielberg, George Lucas, Woody Allen, Bruce Willis, Sylvester Stallone, Arnold Schwarzenegger, Leonardo Di Caprio, Brad Pitt, Angelina Jolie, Nicole Kidman e outros.
Designer musical do tapete vermelho! O Festival Internacional de Cannes pediu a Michael para criar trilhas sonoros para a famosa cerimônia diária do "Red Carpet" no Palais des Festivals. Durante seus anos como residente no festival, ele ofereceu diariamente mixes de uma hora, o qual cada seleção era cuidadosamente desenvolvida de acordo com os cenários e atores dos filmes selecionados ou o país de origem dos diretores.
Um dos favoritos momentos para Michael no festival foi Quentin Tarantino e Mélanie Laurent dançando enquanto ele tocava.

## Olympia, Paris

Palco de Michael Canitrot em Olympia

Olympia é uma das mais consagradas salas de espectáculos de Paris, fundada em 1888.
Em 26 de outubro de 2013, So Happy in Paris e Michael Canitrot assumiram o renomado teatro Olympia em Paris e lhe transformaram em uma grande festa para uma noite inesquecível com 2.700 pessoas presentes e ao lado de DJs e cantores internacionais como; Alan Braxe, Ron Carroll, Tara McDonald, Sick Individuals, Michael Calfan, Jay Sebag.
Durante o evento Michael Canitrot apresentou uma cenografia de luzes, músicas e vídeos com uma performance ao vivo. E pela primeira vez, o publico o viu em um palco, o qual parecia um grande diamante interativo. Para criar esse conceito, Michael trabalhou com um grupo de artistas visuais e um designer de luzes.

## Brasil
Depois de França e Europa, Michael está fazendo muitas turnês no Brasil, com mais de 40 eventos no país durante os últimos 3 anos, incluindo o club n°1 do mundo pela revista DJ Mag, Green Valley.

## Discografia

#### Singles
- 2022 : Contemplation avec Wielki, So Happy in Paris
- 2021 : Falling avec Coco & Syon, So Happy in Paris
- 2021 : Cycles, So Happy in Paris
- 2021 : Niteroi, So Happy in Paris
- 2018 : Mad Over Nothing, So Happy In Paris
- 2016 : Sucker for your love, Play On, Warner Music
- 2015 : Chain Reaction, Play On, Warner Music
- 2015 : Young Forever, Play On, Warner Music
- 2013 : Pantheon avec Reepublic, Spinnin - Universal Music
- 2013 : Never Comes Back avec Reepublic, Universal Music
- 2012 : Leave Me Now Believe Records - Aime Music
- 2012 : Turn Off The Light avec Reepublic, Universal Music
- 2012 : Right On Me, Believe Records - Aime Music
- 2011 : White Escape, Aime Music
- 2011 : Blue Collision, Aime Music
- 2011 : When You Got Love avec Ron Carroll, Aime Music
- 2011 : You and I, Hed Kandi
- 2010 : Desire, Defected
- 2010 : You and I, Aime Music
- 2009 : Desire, Aime Music
- 2008 : Feel The Spirit, Hardsoul

#### EPs
- 2017 : Face To Face, PlayOn - Warner

#### Compilations
- 2012 : Playboy Sessions Paris, Defected
- 2011 : So, Happy in Paris ? vol 2, Aime Music – Naïve
- 2010 : So, Happy in Paris ?, Aime Music - Defected
- 2010 : Mezzanine de l’Alcazar # 9, Defected
- 2009 : Mezzanine de l’Alcazar # 8
- 2009 : Mezzanine de l’Alcazar # 7, Defected
- 2008 : Mezzanine de l’Alcazar # 6, Defected
- 2007 : So, Happy in Paris ? - Love Summer, Pschent – Wagram
- 2005 : Mezzanine de l’Alcazar # 5, Pschent – Wagram
- 2004 : Mezzanine de l’Alcazar # 4, Pschent – Wagram
- 2004 : So, Happy in Paris ?, Cyber

## Residências como DJ
- So Happy in Paris - festas em clubs pelo mundo inteiro.
- FG DJ RADIO - toda semana com o Radio Show 'So Happy in Paris'.
- Todo mês de Maio no Festival Internacional de Filme de Cannes.